# Bill Holmes
William „Bill” Holmes (ur. 14 stycznia 1936 w Kingston upon Hull) – brytyjski kolarz szosowy, srebrny medalista olimpijski

## Kariera
Największy sukces w karierze Bill Holmes osiągnął w 1956 roku, kiedy wspólnie ze Stanem Brittainem i Alanem Jacksonem zdobył srebrny medal w drużynowym wyścigu ze startu wspólnego podczas igrzysk olimpijskich w Melbourne. Był to jedyny medal wywalczony przez Holmesa na międzynarodowej imprezie tej rangi. Na tych samych igrzyskach w rywalizacji indywidualnej został sklasyfikowany na czternastej pozycji. Wystartował również w obu konkurencjach szosowych na rozgrywanych cztery lata później igrzyskach w Rzymie, jednak w drużynie był czternasty, a indywidualnie zajął dopiero 37. miejsce. Poza igrzyskami sukcesy osiągał głównie w wyścigach krajowych, wygrywając między innymi Manx Viking Trophy w 1955 roku, Milk Race w 1961 roku oraz Tour of the South West w 1964 roku. Nigdy nie zdobył medalu na szosowych mistrzostwach świata.